# Marko Milovanović (Volleyballspieler)
Marko Milovanović (* 23. April 1998 in Bijeljina) ist ein bosnischer Volleyballspieler.

## Karriere
Milovanović spielte von 2018 bis 2020 bei OK Kakanj. Danach wechselte er zum französischen Verein Martigues Volley-Ball. In der folgenden Saison spielte der Diagonalangreifer in Ungarn bei Fino Kaposvar. In der Saison 2022/23 trat er für Panvita Pomgrad im slowenischen Murska Sobota an. 2023/24 spielte er dann wieder in der heimischen Liga bei HOK Domaljevac. Danach wurde er vom deutschen Bundesligisten TSV Haching München verpflichtet.